# Persone di nome Juan Carlos
| Questa pagina contiene informazioni ricavate automaticamente dalle voci biografiche con l'ausilio del template Bio e di un bot. L'aggiornamento è periodico e automatico e ricostruisce completamente la pagina. Se manca una persona in questa lista, sei pregato di non aggiungerla, ma accertati piuttosto che la sua voce biografica contenga il template Bio e che i dati anagrafici siano correttamente compilati. Se il template Bio manca, inseriscilo tu stesso o, in alternativa, metti l'avviso {{tmp\|Bio}} che ne segnala la mancanza. Se i dati riportati sono sbagliati, correggi direttamente la voce biografica; le modifiche saranno visibili in questa lista entro pochi giorni. Per chiarimenti vedi il progetto biografie. La lista contiene solo le 186 persone che sono citate nell'enciclopedia e per le quali è stato implementato correttamente il template Bio. Pagina aggiornata al 24 mar 2024. |

Questa è una lista di persone presenti nell'enciclopedia che hanno il prenome Juan Carlos, suddivise per attività principale.

## Allenatori di calcio(20)
- Juan Carlos Blengio, allenatore di calcio e ex calciatore argentino (San Fernando, n. 1980)
- Juan Carlos Buzzetti, allenatore di calcio uruguaiano (Montevideo, n. 1945)
- Juan Carlos Cacho, allenatore di calcio e ex calciatore messicano (Città del Messico, n. 1982)
- Juan Carlos Carcedo, allenatore di calcio e ex calciatore spagnolo (Logroño, n. 1973)
- Juan Carlos Chávez, allenatore di calcio e ex calciatore messicano (n. 1967)
- Juan Carlos García Álvarez, allenatore di calcio e ex calciatore messicano (Città del Messico, n. 1985)
- Juan Carlos Garrido, allenatore di calcio spagnolo (Valencia, n. 1969)
- Juan Carlos Giménez, allenatore di calcio e ex calciatore argentino (Buenos Aires, n. 1927)
- Juan Carlos Gómez Díaz, allenatore di calcio e ex calciatore spagnolo (Cordova, n. 1973)
- Juan Carlos Mandiá, allenatore di calcio e ex calciatore spagnolo (Alfoz, n. 1967)
- Juan Carlos Morrone, allenatore di calcio e ex calciatore argentino (Buenos Aires, n. 1941)
- Juan Carlos Oblitas, allenatore di calcio e ex calciatore peruviano (Mollendo, n. 1951)
- Juan Carlos Oleniak, allenatore di calcio e ex calciatore argentino (Buenos Aires, n. 1942)
- Juan Carlos Oliva, allenatore di calcio spagnolo (Mequinenza, n. 1964)
- Juan Carlos Osorio, allenatore di calcio e ex calciatore colombiano (Santa Rosa de Cabal, n. 1961)
- Juan Carlos Rulli, allenatore di calcio e ex calciatore argentino (n. 1937)
- Juan Carlos Sánchez, allenatore di calcio e ex calciatore argentino (Formosa, n. 1956)
- Juan Carlos Unzué, allenatore di calcio e ex calciatore spagnolo (Pamplona, n. 1967)
- Juan Carlos Valerón, allenatore di calcio e ex calciatore spagnolo (Arguineguín, n. 1975)
- Juan Carlos Álvarez, allenatore di calcio e ex calciatore spagnolo (San Martín del Rey Aurelio, n. 1954)

## Allenatori di hockey su pista(1)
- Juan Copa, allenatore di hockey su pista e ex hockeista su pista spagnolo (La Coruña, n. 1970)

## Allenatori di tennis(1)
- Juan Carlos Ferrero, allenatore di tennis e ex tennista spagnolo (Ontinyent, n. 1980)

## Arbitri di calcio(2)
- Juan Carlos Loustau, ex arbitro di calcio argentino (Temperley, n. 1947)
- Juan Carlos Lugones, ex arbitro di calcio boliviano (n. 1955)

## Arcieri(1)
- Juan Holgado, arciere spagnolo (Dierdorf, n. 1968)

## Astronomi(1)
- Juan Carlos Muzzio, astronomo argentino (n. 1946)

## Atleti paralimpici(1)
- Juan Carlos Prieto, ex atleta paralimpico spagnolo (Jaén, n. 1971)

## Attori(2)
- Jake Cuenca, attore filippino (Quezon City, n. 1987)
- Juan Carlos Naya, attore spagnolo (Madrid, n. 1959)

## Bassisti(1)
- Juan Croucier, bassista cubano (Santiago di Cuba, n. 1959)

## Cantanti(2)
- Ozuna, cantante, rapper e attore portoricano (San Juan, n. 1992)
- Iván, cantante spagnolo (Madrid, n. 1962)

## Cardinali(1)
- Juan Carlos Aramburu, cardinale e arcivescovo cattolico argentino (Villa Reducción, n. 1912 - Buenos Aires, † 2004)

## Cavalieri(1)
- Juan Carlos García, cavaliere colombiano (Bogotà, n. 1967)

## Cestisti(8)
- Juan Carlos Barros, ex cestista spagnolo (La Coruña, n. 1967)
- Juan Domecq, ex cestista cubano (n. 1950)
- Juan Carlos Martínez, ex cestista dominicano (San Cristóbal, n. 1977)
- Juan Carlos Mazzini, cestista argentino (Castelar, n. 1940 - † 2013)
- Juan Mendez, ex cestista canadese (Montréal, n. 1981)
- Juan Mignone, ex cestista uruguaiano (Montevideo, n. 1961)
- Juan Carlos Navarro, ex cestista e dirigente sportivo spagnolo (Sant Feliu de Llobregat, n. 1980)
- Juan Carlos Uder, cestista argentino (Sarandí, n. 1927 - † 2020)

## Chitarristi(1)
- Juan Carlos Biondini, chitarrista e cantante argentino (Junín, n. 1948)

## Ciclisti su strada(4)
- Juan Carlos Castillo, ciclista su strada colombiano (Manizales, n. 1964 - Chinchiná, † 1993)
- Juan Carlos Domínguez, ex ciclista su strada spagnolo (Íscar, n. 1971)
- Juan Carlos Guillamón, ex ciclista su strada spagnolo (Murcia, n. 1974)
- Juan Carlos Vicario, ciclista su strada spagnolo (Fuenlabrada, n. 1971 - Fuenlabrada, † 2012)

## Direttori di coro(1)
- Juan Carlos Bersague, direttore di coro cubano (L'Avana, n. 1963)

## Dirigenti sportivi(1)
- Juan Carlos González Salvador, dirigente sportivo e ex ciclista su strada spagnolo (Bilbao, n. 1964)

## Generali(1)
- Juan Carlos Onganía, generale e politico argentino (Marcos Paz, n. 1914 - Buenos Aires, † 1995)

## Giocatori di baseball(1)
- Juan Carlos Infante, ex giocatore di baseball venezuelano (Caracas, n. 1981)

## Giocatori di calcio a 5(2)
- Juan Carlos Portal, ex giocatore di calcio a 5 cubano (n. 1967)
- Juan Ávalos, ex giocatore di calcio a 5 argentino (n. 1962)

## Giocatori di poker(1)
- Carlos Mortensen, giocatore di poker spagnolo (Ambato, n. 1972)

## Informatici(1)
- Juan Carlos De Martin, informatico italiano (Córdoba, n. 1966)

## Insegnanti(1)
- Juan Carlos Ceriani, insegnante uruguaiano (Buenos Aires, n. 1907 - Montevideo, † 1996)

## Magistrati(1)
- Juan Carlos Campo, giudice e politico spagnolo (Osuna, n. 1961)

## Maratoneti(1)
- Juan Carlos Zabala, maratoneta argentino (Rosario, n. 1911 - Buenos Aires, † 1983)

## Matematici(1)
- Juan Carlos Latorre, matematico e politico cileno (Santiago del Cile, n. 1949)

## Mezzofondisti(2)
- Juan Carlos Higuero, ex mezzofondista spagnolo (Aranda de Duero, n. 1978)
- Juan Carlos de la Ossa, ex mezzofondista spagnolo (n. 1976)

## Pallavolisti(2)
- Juan Carlos Cuminetti, ex pallavolista argentino (Rosario, n. 1967)
- Juan Carlos Ribas, pallavolista e giocatore di beach volley portoricano (n. 1993)

## Politici(4)
- Juan Carlos Navarro, politico panamense (Panama, n. 1961)
- Juan Carlos Varela, politico panamense (Panama, n. 1963)
- Juan Vargas, politico statunitense (National City, n. 1961)
- Juan Carlos Wasmosy, politico paraguaiano (Asunción, n. 1938)

## Politologi(1)
- Juan Carlos Monedero, politologo, saggista e politico spagnolo (Madrid, n. 1963)

## Presbiteri(1)
- Juan Carlos Scannone, presbitero e teologo argentino (Buenos Aires, n. 1931 - San Miguel, † 2019)

## Pugili(2)
- Juan Carlos Duran, pugile argentino (Santa Fe, n. 1936 - Brugnato, † 1991)
- Juan Carlos Lemus, ex pugile cubano (n. 1965)

## Registi(4)
- Juan Carlos Cremata Malberti, regista e sceneggiatore cubano (L'Avana, n. 1961)
- Juan Carlos Fresnadillo, regista, sceneggiatore e produttore cinematografico spagnolo (Santa Cruz de Tenerife, n. 1967)
- Juan Carlos Medina, regista spagnolo (Miami, n. 1977)
- Juan Carlos Tabío, regista e sceneggiatore cubano (L'Avana, n. 1943 - L'Avana, † 2021)

## Rivoluzionari(1)
- Juan Carlos Caballero Vega, rivoluzionario messicano (Stato di Chihuahua, n. 1900 - Guadalupe, † 2010)

## Scacchisti(1)
- Juan Carlos González Zamora, scacchista messicano (L'Avana, n. 1968)

## Sciatori alpini(1)
- Juan Carlos Molina Merlos, sciatore alpino e paraciclista spagnolo (Granada, n. 1974)

## Scrittori(3)
- Juan Carlos Arce, scrittore e drammaturgo spagnolo (Albacete, n. 1958)
- Juan Carlos Chirinos, scrittore venezuelano (Valera, n. 1967)
- Juan Carlos Onetti, scrittore e giornalista uruguaiano (Montevideo, n. 1909 - Madrid, † 1994)

## Sovrani(1)
- Juan Carlos I di Spagna, sovrano spagnolo (Roma, n. 1938)

## Tennisti(1)
- Juan Carlos Báguena, ex tennista spagnolo (Barcellona, n. 1967)

## Vescovi cattolici(2)
- Juan Carlos Elizalde Espinal, vescovo cattolico spagnolo (Mezquíriz, n. 1960)
- Juan Carlos Maccarone, vescovo cattolico argentino (Buenos Aires, n. 1940 - Claypole, † 2015)

## Senza attività specificata(1)
- Juan Carlos Patino-Arango